# Планетоход

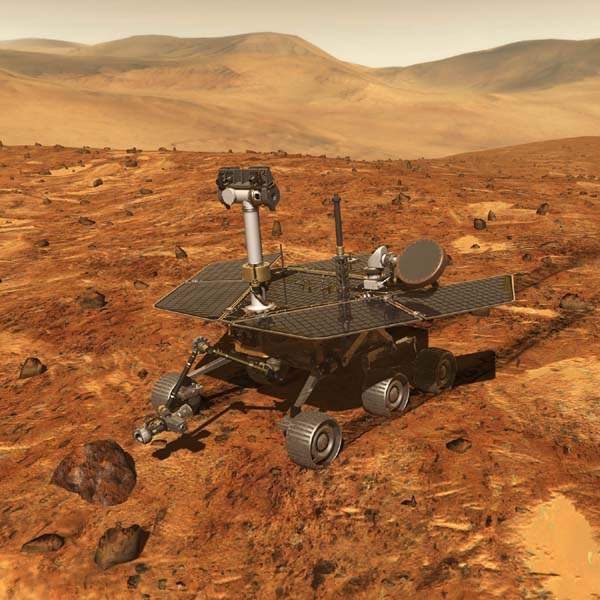
Исследовательский планетоход «Спирит» или «Оппортьюнити» на Марсе (рисунок)

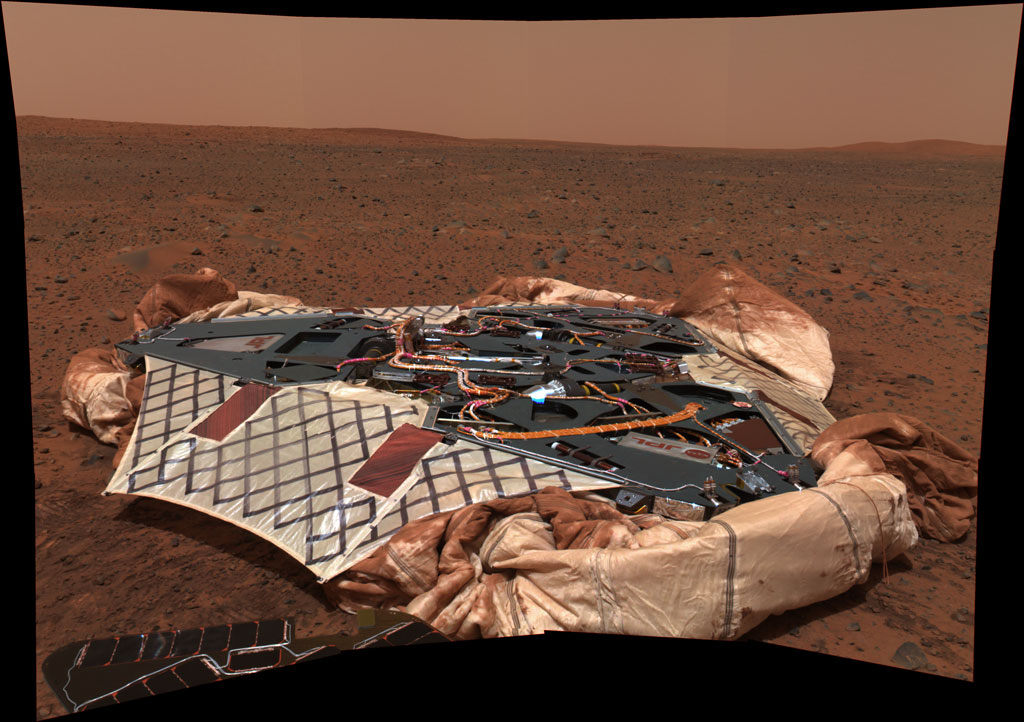
Посадочная платформа марсохода «Спирит»

Планетохо́д — аппарат, предназначенный для передвижения по поверхности другой планеты, карликовой планеты, спутника. Одни планетоходы проектируются в качестве транспортных средств для перевозки членов экипажа космической экспедиции, другие как исследовательские — беспилотные, дистанционно управляемые аппараты для изучения поверхности. Планетоходы доставляются на поверхность исследуемого небесного тела посадочными модулями, которые могут являться как самостоятельными, так и отделяемыми космическими аппаратами.

## Назначение
Все когда-либо использовавшиеся в космосе планетоходы были либо исследовательскими, либо транспортными.
Исследовательские планетоходы предназначены для выполнения научных исследований поверхности исследуемой планеты. Такие планетоходы могут быть дистанционно управляемыми, частично или полностью автономными.
Транспортные планетоходы предназначены для перемещения космонавтов и грузов по сухой поверхности планеты. Такие планетоходы с экипажем на борту управляются непосредственно экипажем или являются телеуправляемыми или частично либо полностью автономными.
В будущем возможно также использование планетоходов для проведения строительных работ, а также как мобильных ретрансляторов и мобильных убежищ. Возможно и создание планетоходов комбинированного назначения, что делает указанную классификацию несколько условной.
Кроме того, подобные планетоходам телеуправляемые аппараты уже используются на Земле для выполнения работы, опасной для людей — например, при разминировании или в условиях опасного для людей радиационного фона.

## Преимущества и недостатки
Планетоходы обладают несколькими преимуществами перед неподвижными аппаратами:
- они обследуют бо́льшую территорию, могут уже в процессе работы направляться для исследования заинтересовавших исследователей объектов,
- способны менять положение относительно Солнца, чтобы эффективно использовать солнечные батареи в зимний период.
- способны выбирать и менять маршрут следования.

Кроме того, разработки подобных технологий вносят свой вклад в развитие систем дистанционного управления подвижными роботами.
Преимущества перед орбитальными аппаратами:
- способность непосредственно исследовать объекты размером вплоть до микроскопического и выполнять эксперименты.

Недостатки планетохода в сравнению с орбитальными аппаратами: более высокий риск неудачи, вследствие сложности посадки или других проблем и ограниченность исследуемой площади районом места приземления (который может быть задан лишь приблизительно).

## Требования и особенности
Планетоходы доставляются на объект исследования космическими кораблями и работают в условиях, сильно отличающихся от земных. Это вызывает некоторые специфические требования к их устройству.

### Надёжность
Планетоход должен обладать стойкостью к перегрузкам, низким и высоким температурам, давлению, пылевому загрязнению, химической коррозии, космической радиации, сохраняя работоспособность без ремонтных работ в течение требуемого для выполнения исследований времени.

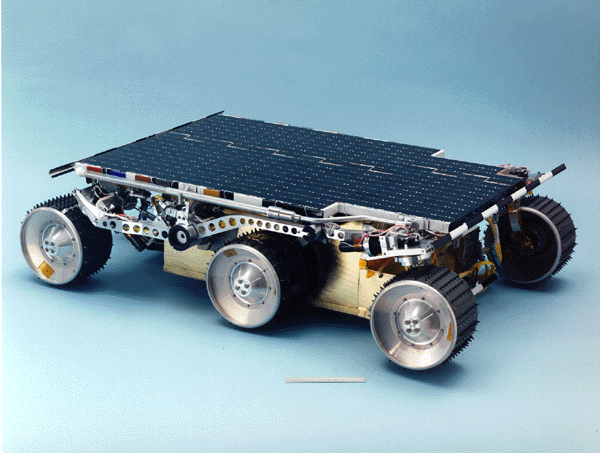
Марсоход «Соджонер» в сложенном виде

### Компактность
Объём космических кораблей ограничен, поэтому в конструкции планетоходов и при их укладке уделяется внимание экономии пространства. Может складываться ходовая часть планетохода, либо аппарат в целом; также выполняется крепление аппарата к кораблю. Устанавливаются средства развёртывания планетохода в рабочее положение и отделения от посадочного модуля. Так, крепления марсоходов «Спирит» и «Оппортьюнити» к их посадочным модулям удалялись при помощи небольших пиротехнических зарядов.

### Дистанционное управление и автономность
Планетоходы (и другие аппараты), находящиеся на планетах значительно удалённых от Земли, не могут управляться в режиме реального времени из-за значительного запаздывания командных сигналов и ответных сигналов от аппарата. Задержка возникает, поскольку радиосигналу вследствие конечности его скорости распространения требуется время, чтобы дойти до другой планеты или от неё до Земли. Поэтому такие планетоходы способны некоторое время функционировать, в том числе передвигаться и выполнять исследования, автономно по заложенным в них программам, получая команды лишь время от времени.

Время (1,28 секунды), за которое радиоволна, пущенная с Земли, достигает Луны. Рисунок выполнен в масштабе.

## Варианты конструкции
Конструкция планетохода зависит от условий небесного тела, на котором он будет использоваться, объёма предусмотренных работ, его требуемого срока службы, а также от необходимости пребывания на нём людей.
Общее требование к планетоходам — обладание хорошей проходимостью, поэтому большое внимание уделяется конструкции подвески, колёс и привода. К примеру, все марсоходы НАСА использовали балансирные подвески типа Rocker-bogie. Особенности этих подвесок — способность преодолевать препятствия размером вдвое больше диаметра колёса, сохраняя контакт всех шести колёс с опорной поверхностью, и уменьшение угла наклона корпуса аппарата.
Особенность исследовательских планетоходов — наличие на борту аппаратуры для проведения научных исследований.
Транспортные планетоходы оснащаются местами для размещения грузов или экипажа. Для использования в разнообразных условиях работы они должны обладать более широким скоростным и силовым диапазоном работы движителя.
Среди прочих выделяются планетоходы для передвижения космонавтов. Условия пребывания людей на борту планетохода предъявляют к конструкции множество особых требований. Такие планетоходы могут иметь открытую конструкцию или же оснащаться герметичной кабиной. В последнем случае планетоход должен быть оборудован всем необходимым для жизни и работы космонавтов: дыхания, питания, гигиены, обзора местности, проведения исследований, выхода на поверхность и подъёма на борт. Все это усложняет конструкцию машины. В то же время, участие человека даёт возможность её обслуживания и ремонта.
Разработка планетоходов для выполнения строительных работ, рытья и перемещения грунта, ещё не продвинулась значительно.

## Создатели планетоходов

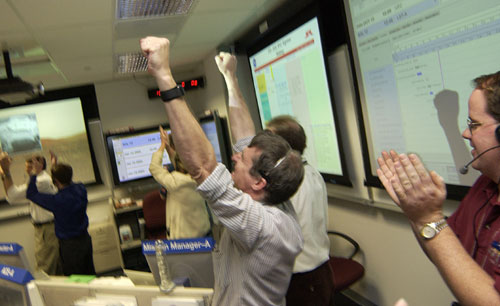
Стив Сквайрес (в центре) радуется получению снимков со «Спирита»

- А. Л. Кемурджиан, советский инженер-конструктор. Организовал группу конструкторов во ВНИИтрансмаш, заложил основы проектирования планетоходов как робототехнических транспортных машин космического назначения. В 1992 году поддержал создание Научно-технического закрытого акционерного общества «Ровер» (ныне ЗАО «НТЦ „Ровер“ им. А. Л. Кемурджиана»)[2].
- Компания «Боинг» вместе с субподрядчиком — лабораторией военных исследований компании General Motors, выпустившая четыре лунных автомобиля для программы «Аполлон» и несколько их моделей.
- Стивен Сквайрес, профессор Корнеллского университета и руководимая им команда — создатели марсоходов «Спирит» и «Оппортьюнити».

## Запущенные планетоходы

### Луноходы

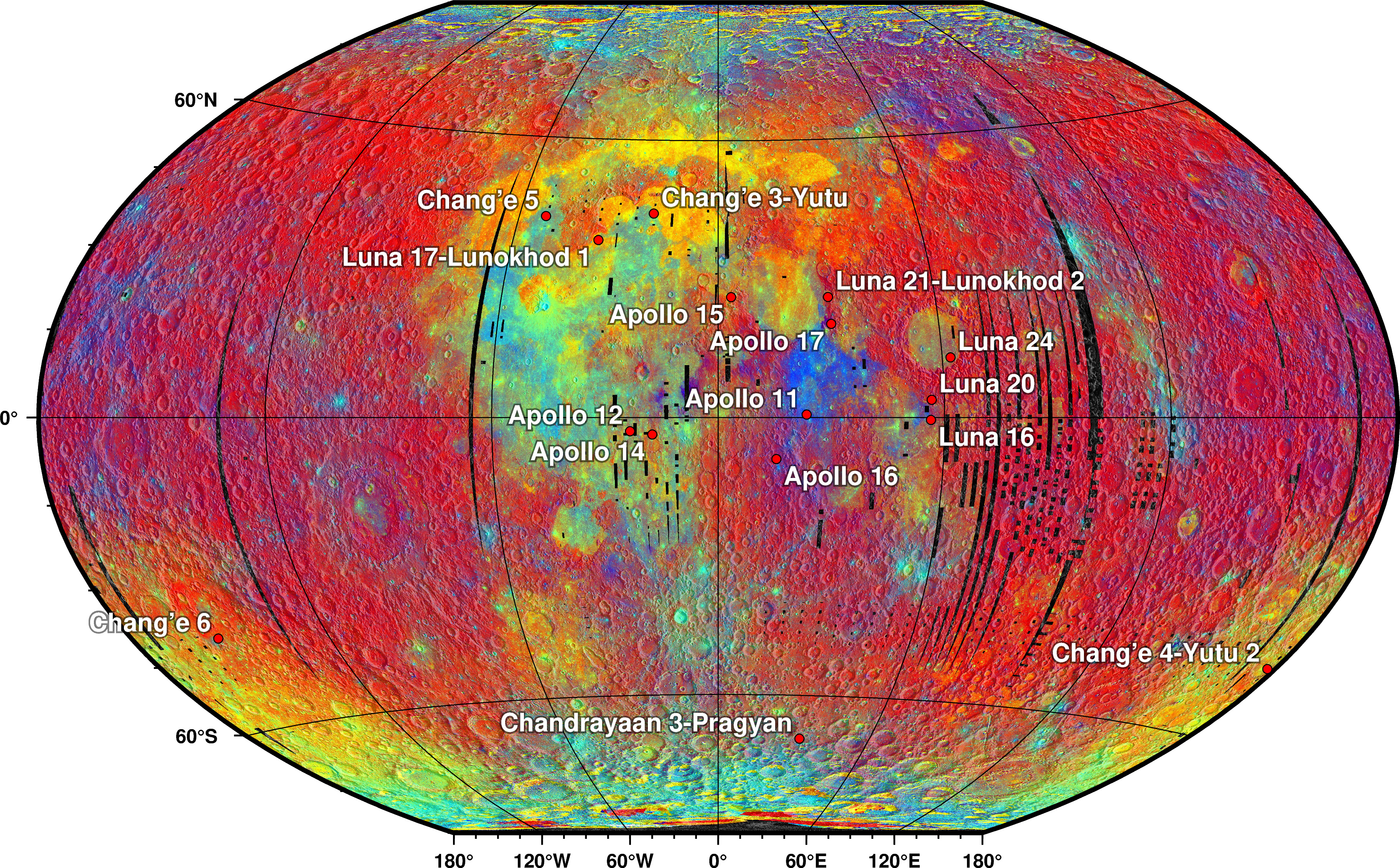
Места посадок автоматических и пилотируемых аппаратов на Луне

#### Луноход-1
Первый планетоход, «Луноход-1», был доставлен на поверхность Луны 17 ноября 1970 года автоматической межпланетной станцией «Луна-17». Предназначался для изучения особенностей лунной поверхности, радиоактивного и рентгеновского космического излучения на Луне, химического состава и свойств грунта. Успешно проработал до 14 сентября 1971 года, после чего вышел из строя. За время нахождения на поверхности Луны проехал 10 540 м, передал на Землю 211 лунных панорам и 25 тысяч фотографий. Более чем в 500 точках по трассе движения изучались физико-механические свойства поверхностного слоя грунта, а в 25 точках проведён анализ его химического состава.

#### Лунные автомобилипрограммы «Аполлон»

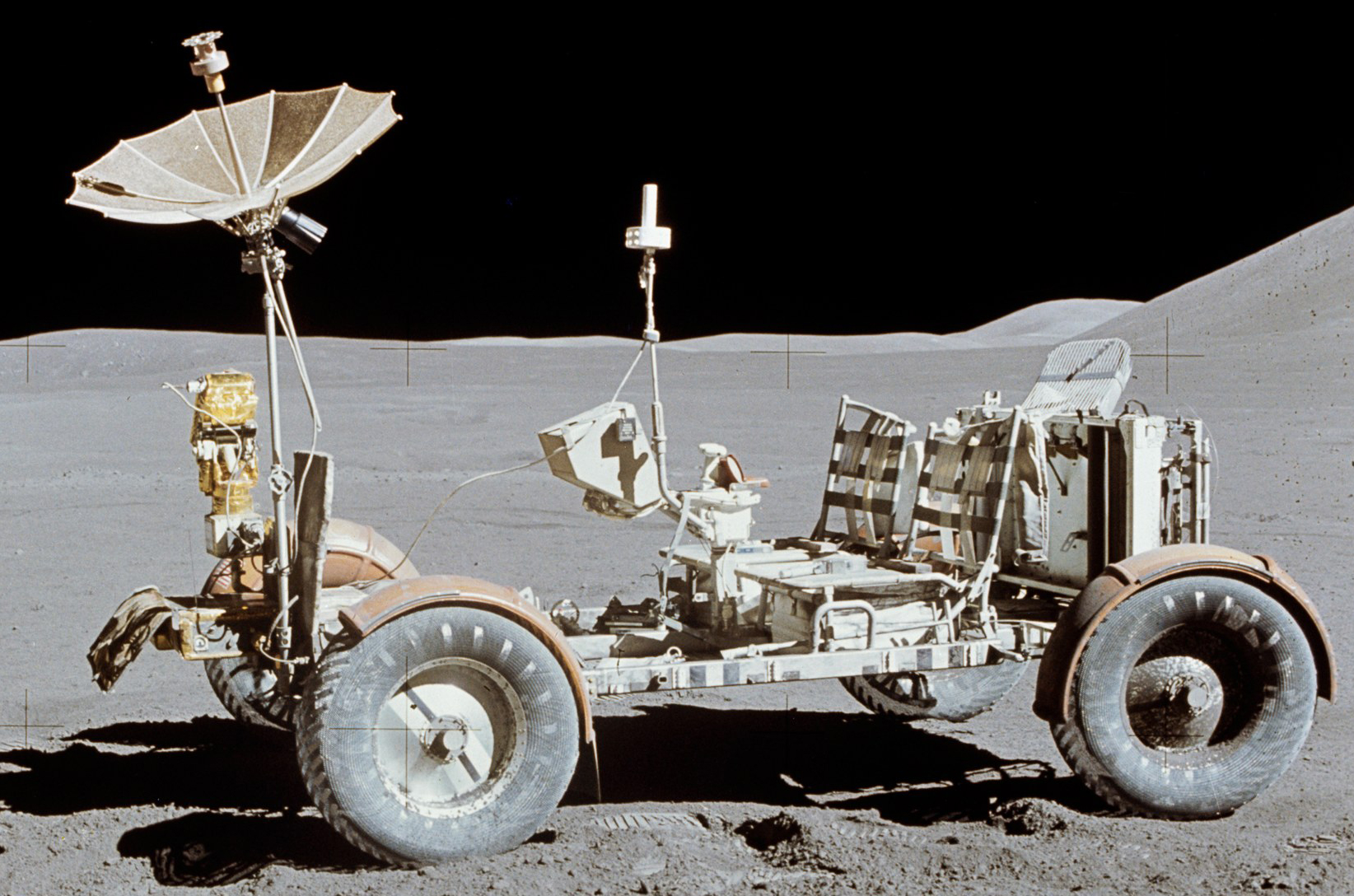
Лунный автомобиль

Лунные автомобили — планетоходы, использовавшиеся на Луне в рамках программы «Аполлон» для обеспечения большей подвижности экипажей экспедиций «Аполлон-15» (прилунение состоялось 30 июля 1971 года), «Аполлон-16» (прилунение состоялось 21 апреля 1972 г.) и «Аполлон-17» (прилунение состоялось 11 декабря 1972 г.).
Эти вездеходы значительно расширили доступную для астронавтов площадь лунной поверхности — ранее астронавты могли перемещаться на Луне лишь непосредственно вокруг места посадки из-за сковывавших их скафандров и других приборов жизнеобеспечения. Пользуясь же вездеходом, можно было развивать скорость до 13 км/ч.

#### Луноход-2

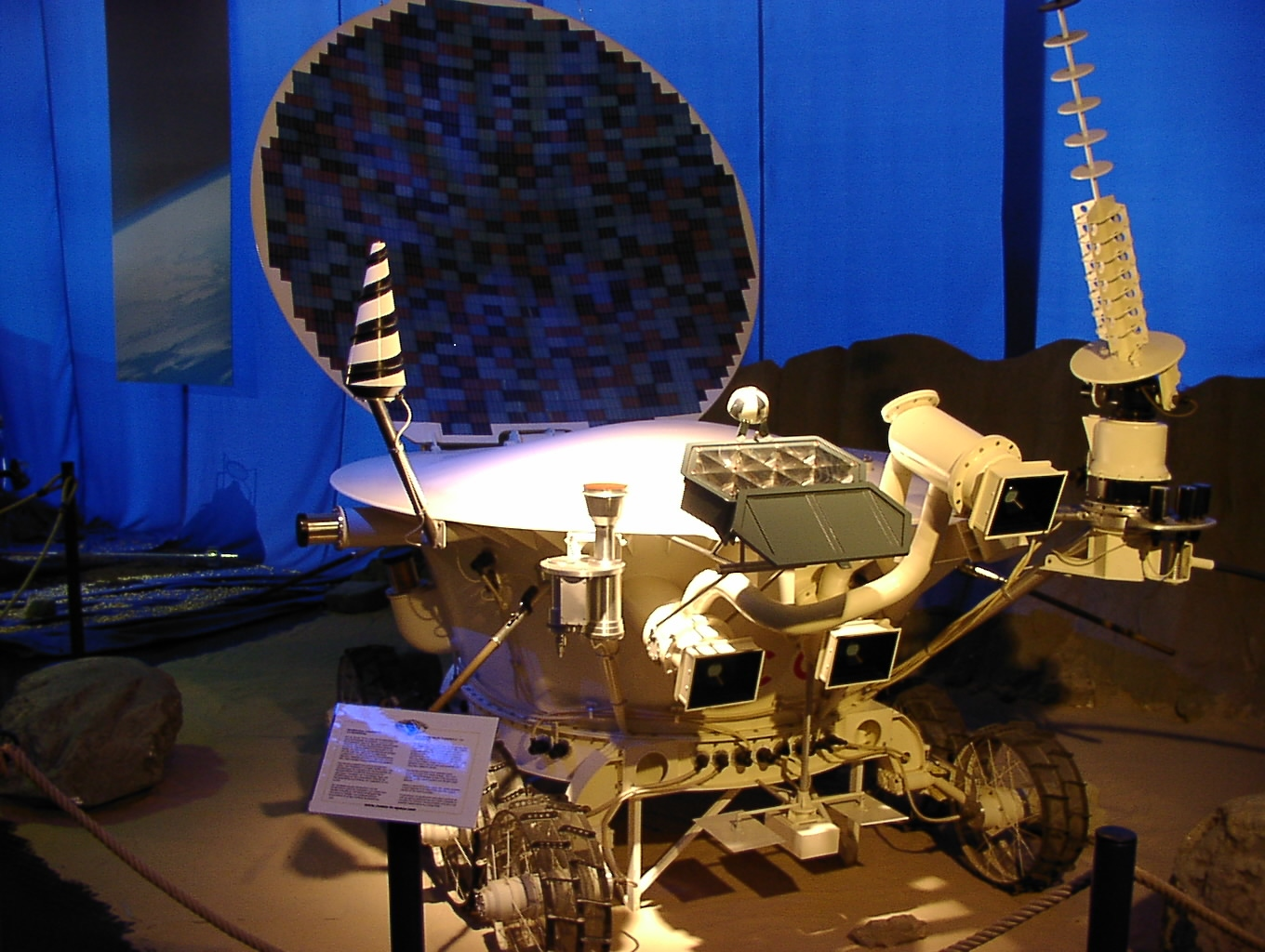
Модель «Лунохода-2»

Второй советский лунный дистанционно-управляемый вездеход «Луноход-2» был доставлен на поверхность Луны 16 января 1973 года автоматической межпланетной станцией «Луна-21». Он был предназначен для изучения механических свойств лунной поверхности, фотосъёмки и телесъёмки Луны, проведения экспериментов с наземным лазерным дальномером, наблюдений за солнечным излучением и других исследований. Аппарат проработал около четырёх месяцев, за это время было проведено 60 сеансов радиосвязи, получено 86 панорам и более 80 тысяч телевизионных снимков лунной поверхности. Были также получены стереоскопические изображения наиболее интересных особенностей лунного рельефа, позволившие провести детальное изучение его строения. В последний раз телеметрическая информация от аппарата была принята 10 мая 1973 года.

#### Юйту
«Юйту» («Нефритовый Заяц») — китайский 140-килограммовый луноход, был доставлен на Луну аппаратом «Чанъэ-3», совершившим прилунение 14 декабря 2013 года. Луноход проехал несколько десятков метров, однако затем его двигательная система перестала действовать, и далее он работал лишь в качестве стационарного лунного модуля.

#### Юйту-2
«Юйту-2» («Нефритовый Заяц-2») — китайский луноход, однотипный «Юйту», был доставлен на Луну аппаратом «Чанъэ-4», совершившим прилунение 3 января 2019 года в кратере Карман на обратной стороне Луны. Луноход в тот же день съехал на поверхность с посадочного модуля. На середину февраля 2019 луноход продолжает работать недалеко от посадочного модуля, периодически переходя в спящий режим на время лунной ночи.

#### Прагъян
«Прагъян» — два одноимённых индийских лунохода, запущенные в рамках экспедиций «Чандраян-2» и «Чандраян-3» к Южному полюсу Луны. В техническом плане аппараты абсолютно идентичны: рассчитанные на работу в течение одного лунного дня (около 14 земных суток) они предназначались для изучения химического состава лунного реголита в разных точках от места посадки. 6 сентября 2019 года посадочный модуль миссии «Чандраян-2» разбился о поверхность Луны в результате неудачной посадки. 14 июля 2023 года была запущена экспедиция «Чандраян-3», доставившая «Прагъян» на поверхность Луны 23 августа того же года.

### Марсоходы

#### ПрОП-М
«Прибор оценки проходимости — Марс» (ПрОП-М) — название двух советских марсоходов, которые стали первыми планетоходами, достигшими поверхности Марса, однако так и не начали работу. Идентичные марсоходы входили в состав автоматических марсианских станций, которые были доставлены на поверхность Марса в 1971 году спускаемыми аппаратами автоматических межпланетных станций «Марс». Спускаемый аппарат «Марс-2» разбился 27 ноября 1971 года при неудачной попытке мягкой посадки. Спускаемый аппарат «Марс-3» совершил мягкую посадку 2 декабря 1971 года, но сигнал с самой марсианской станции, к которой был подключён по кабелю марсоход, пропал через 14,5 секунды после посадки. Информация с марсохода не была получена.
Среди других запущенных планетоходов они выделялись прежде всего своей системой передвижения: перемещаться марсоходы должны были при помощи двух шагающих «лыж», размещённых по бокам. Такая система была выбрана из-за отсутствия сведений о поверхности Марса.

#### Соджонер

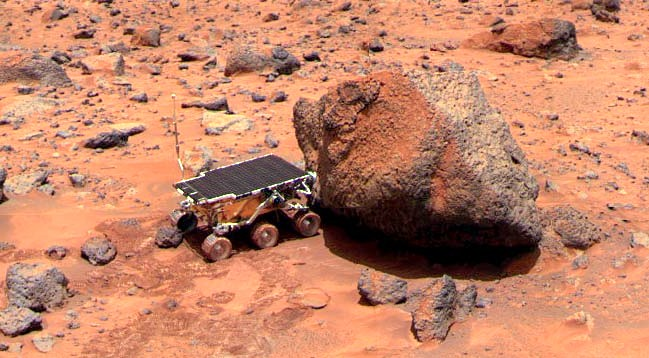
Марсоход Sojourner исследует камень на Марсе

Марсоход «Соджонер» являлся частью аппарата «Марс Патфайндер», совершившего посадку на Марсе 4 июля 1997 года. Первый работающий марсоход. За время своей работы, продолжавшейся до 27 сентября 1997 года, этот небольшой марсоход сделал и передал 550 фотографий и более 15 раз провёл химический анализ марсианских камней и грунта.

#### Mars Exploration Rover

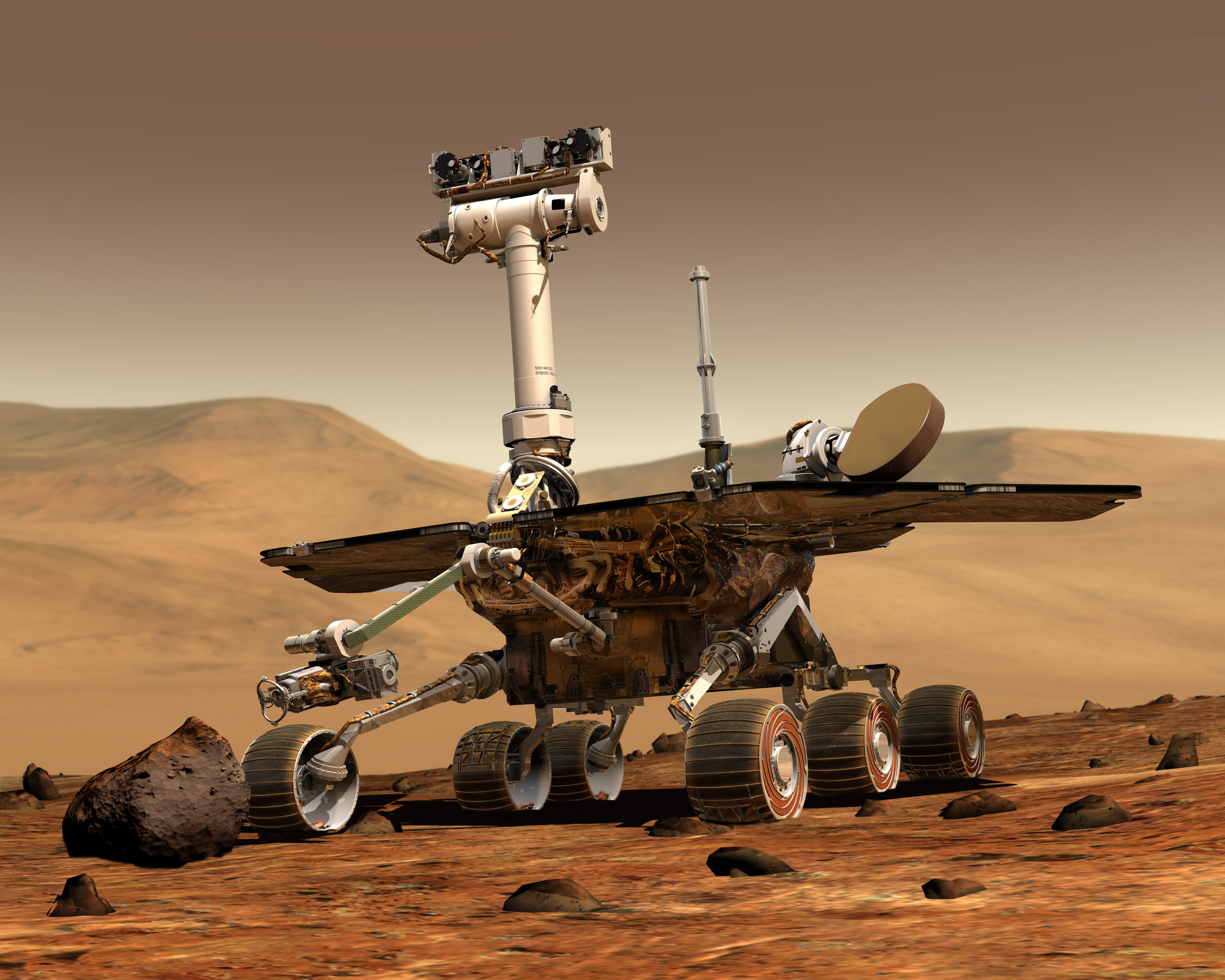
Рисунок марсохода Спирит или Оппортьюнити

«Mars Exploration Rover» — миссия по исследованию Марса двумя одинаковыми марсоходами («Оппортьюнити» и «Спирит»), начавшаяся в 2003 году. Посадочные модули с марсоходами прибыли на Марс в январе 2004 года. Задача миссии — изучение поверхности планеты и её геологии. Основные цели — обнаружение и описание различных типов скал и грунтов, содержащих следы существования воды на этой планете. «Спирит» прекратил работу из-за технических проблем в марте 2010 года, а «Оппортьюнити», по той же причине, в 2018 году, проехав за это время 45 километров и установив тем самым рекорд по перемещению среди планетоходов.

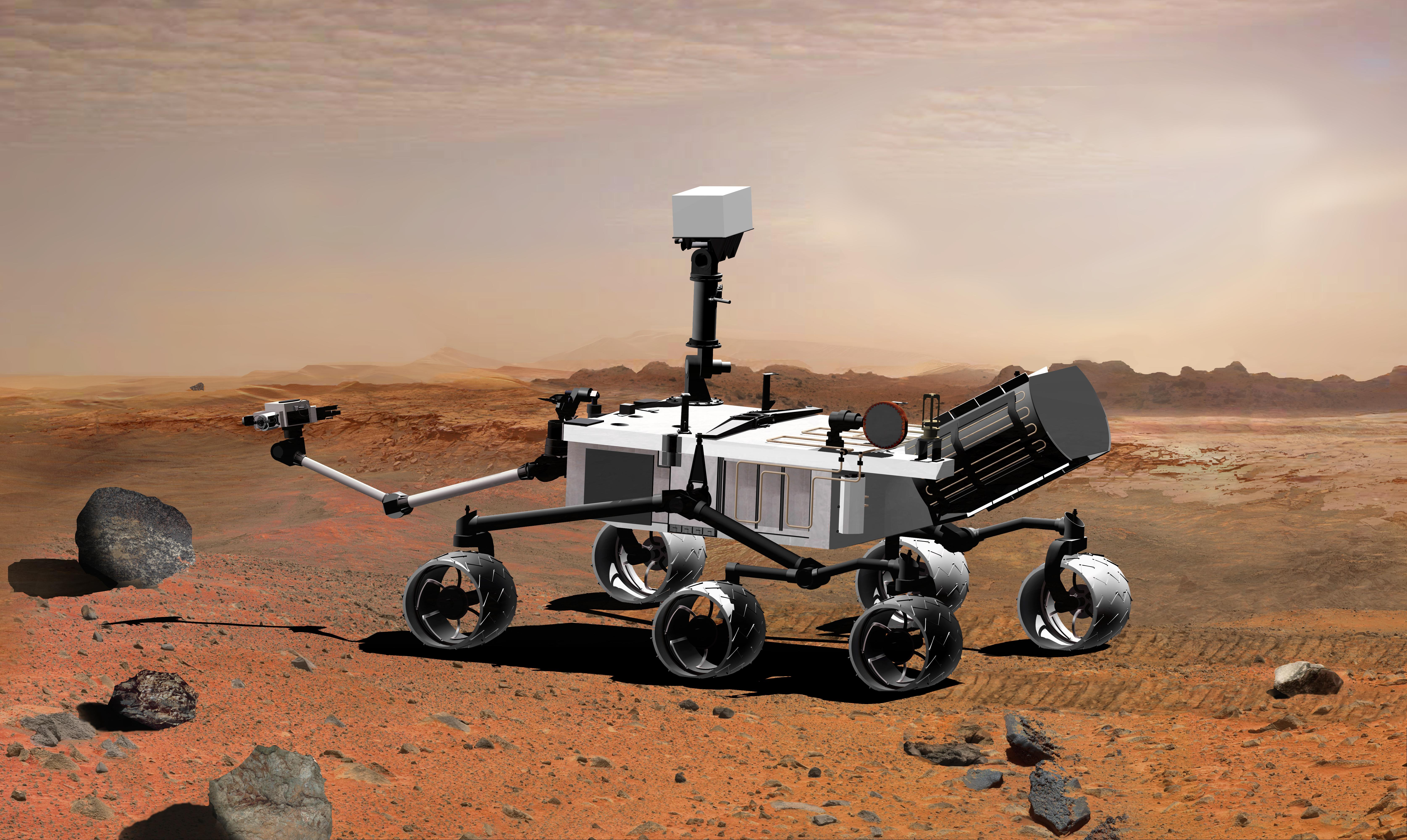
Рисунок марсохода Кьюриосити

#### Curiosity
«Curiosity» (рус. «Любопытство/Любознательность») — работающий в настоящее время марсоход НАСА третьего поколения, представляющий собой автономную химическую лабораторию в несколько раз больше и тяжелее предшественников. Посадка на поверхность Марса состоялась в августе 2012 года. Аппарат проводит полноценный анализ марсианских почв и компонентов атмосферы. Вместо традиционных для планетоходов солнечных батарей в качестве источника энергии используется радиоизотопный термоэлектрический генератор.
Для безопасной посадки марсохода на поверхность планеты вместо посадочного модуля, заключающего в себе марсоход и снабжённого надувными подушками, смягчающими удар о поверхность, использовалась система «Небесный кран». Это была конструкция, снабжённая восемью реактивными двигателями для торможения и обеспечения мягкой посадки, и резервуарами с топливом. Снизу к «крану» на тросах был подвешен марсоход. Когда он оказался на поверхности, тросы отсоединились, после чего «небесный кран» отлетел в сторону, используя свои двигатели.

#### Персеверанс
Персеверанс (англ. Perseverance, американское произношение: [ˌpɜːrsəˈvɪrəns]; в переводе на русский язык — «Настойчивость») марсоход, разработанный для исследования кратера Езеро на Марсе в рамках миссии НАСА «Марс-2020». Был изготовлен Лабораторией реактивного движения НАСА и запущен к Марсу 30 июля 2020 года. Посадка на Марс была произведена 18 февраля 2021 года

#### Чжужун
- Чжужун (кит. 祝融) — китайский шестиколёсный марсоход, часть исследовательской миссии Тяньвэнь-1. Совершившил посадку на Марс 14 мая 2021 года в Равнине Утопия.

### Другие планетоходы

#### ПрОП-ФП
«Прибор оценки проходимости — Фобос» (ПрОП-ФП) — советский планетоход, который должен был перемещаться по поверхности Фобоса. Был запущен 12 июля 1988 года в составе АМС «Фобос-2», связь с которой была потеряна 27 марта 1989 года после выхода на орбиту Марса.

#### Венероход ХМ-ВД-2
ХМ-ВД-2  — первый в мире венероход, проект создавался в СССР в 1986 году.

## Планируемые экспедиции и прототипы

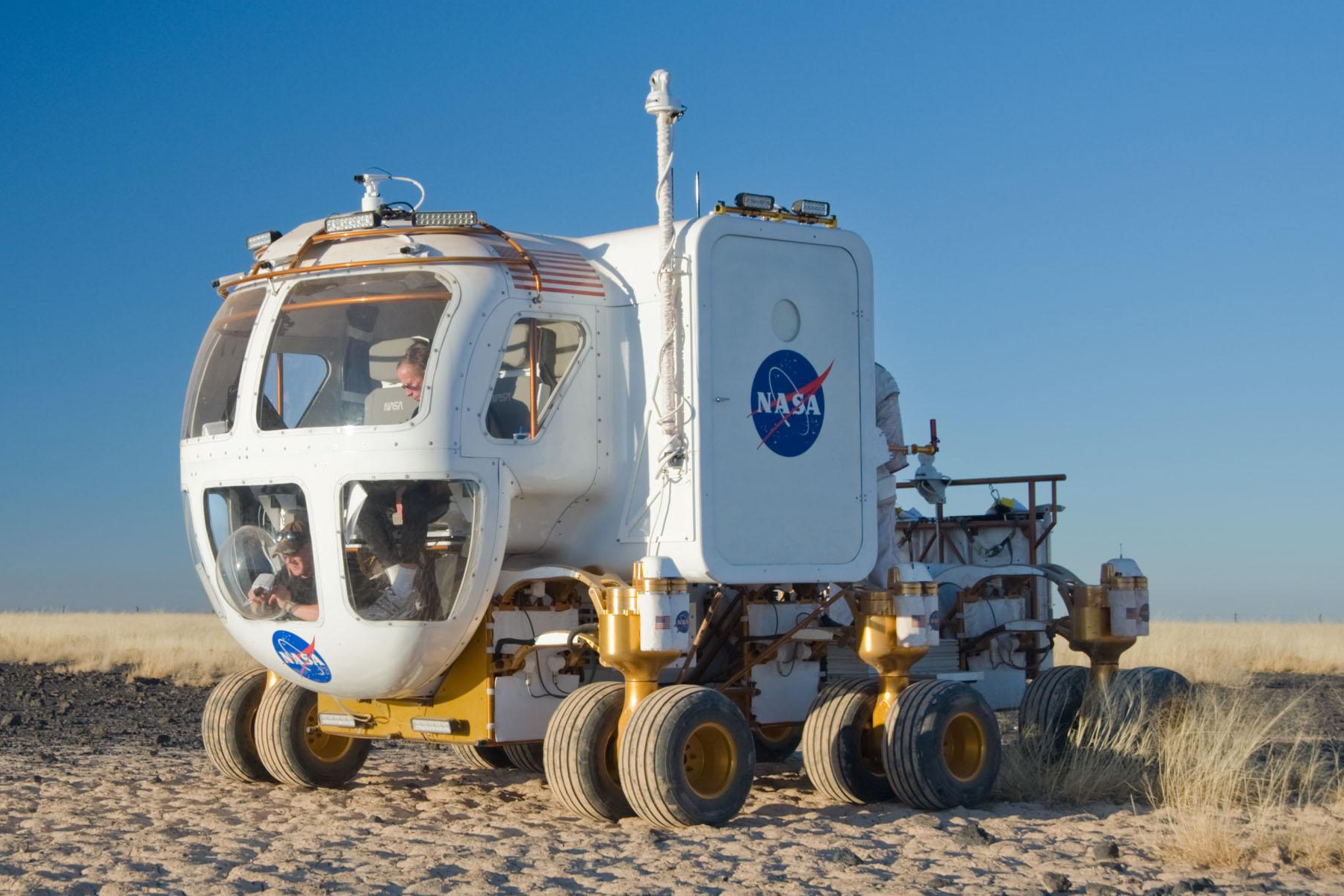
Lunar Electric Rover — транспортный луноход размером с грузовик

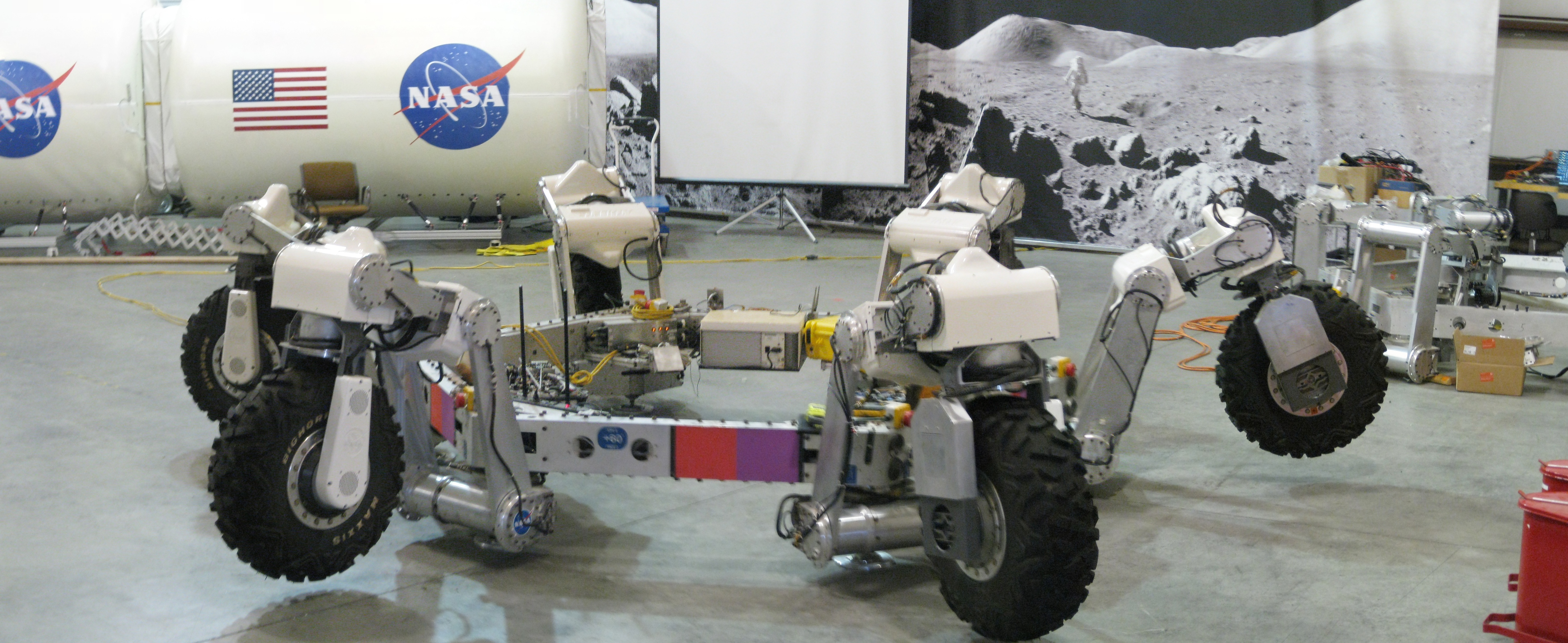
Луноход ATHLETE в испытательной лаборатории JPL. Август 2008 года

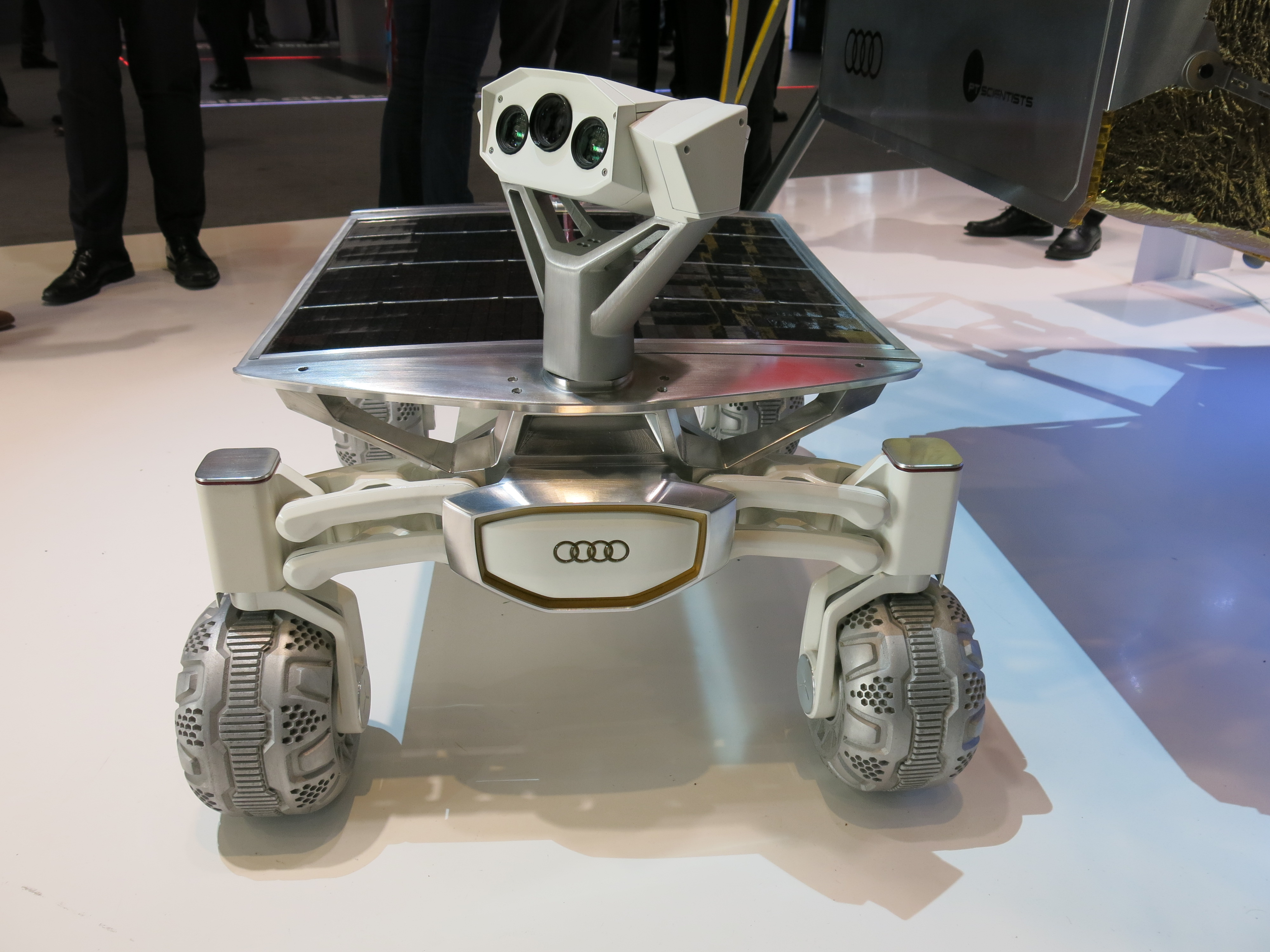
Audi Lunar Quattro

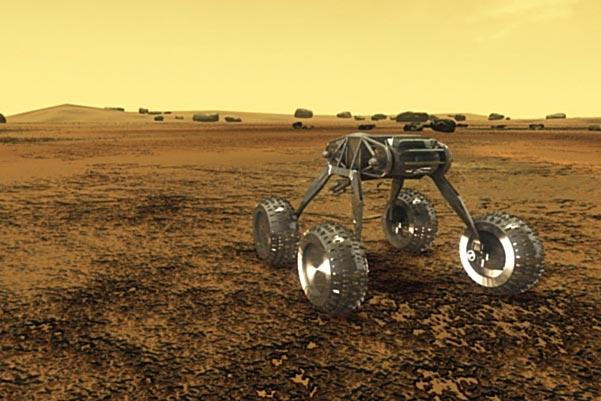
Ранний дизайн венерохода NASA

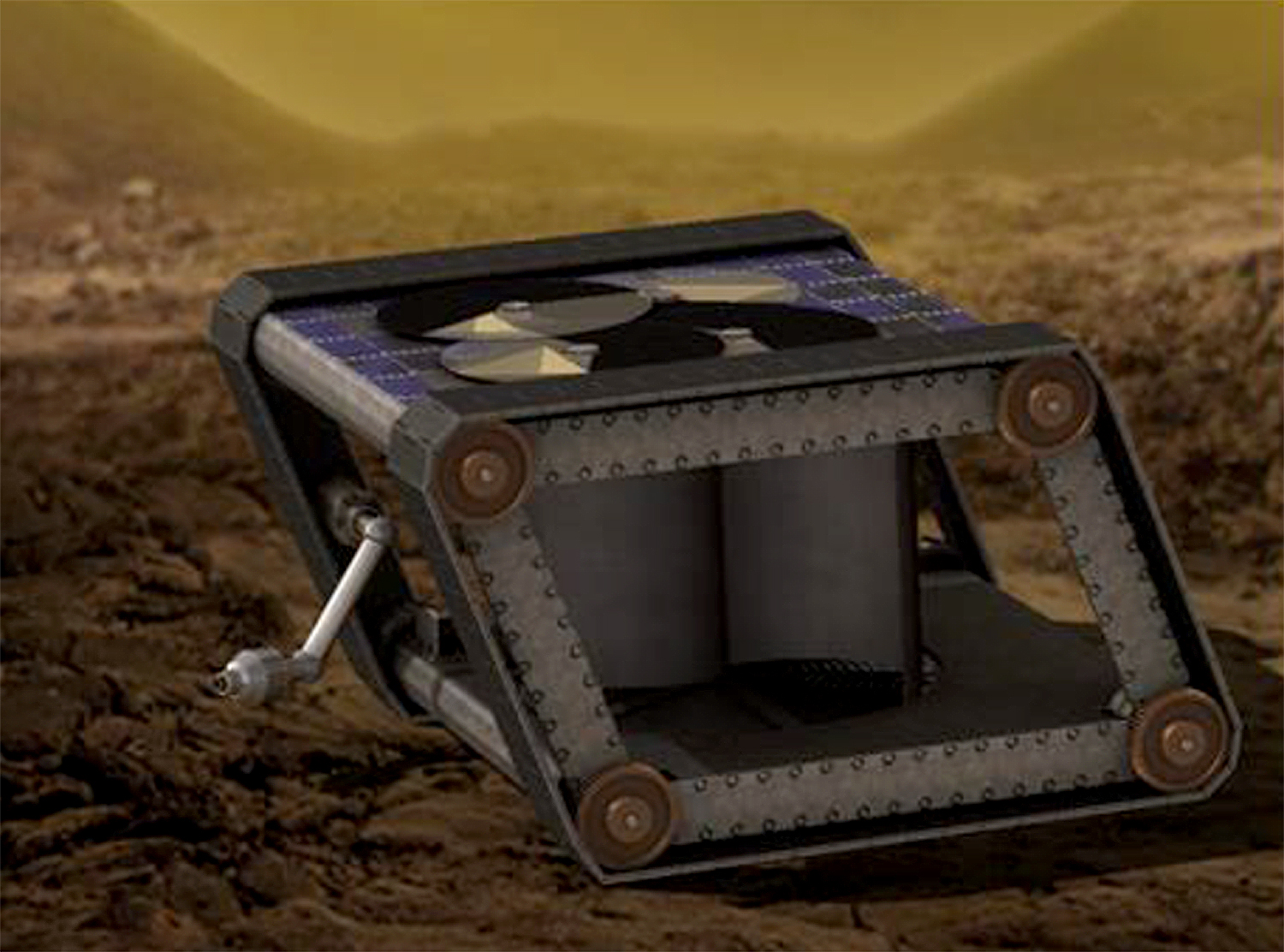
Текущий дизайн венерохода NASA

### Луна-Грунт
В рамках миссии «Луна-Грунт» Россия планировала отправку в 2015—2017 годах несколько луноходов массой около 300 кг. Запуск был отложен до 2024 года, затем до 2025, последняя на данный момент дата запуска значится как 2027 год.

### ExoMars
Для участия в миссии «ExoMars» Европейским космическим агентством разрабатывается марсоход весом 271 кг. Он будет искать жизнь на Марсе с помощью бура и научного комплекта «Pasteur». В качестве источника энергии будет оснащён солнечными батареями. Запуск его к Марсу планировался на 2022 год.

### Марс-Астер
Россия разрабатывает свой марсоход. Его прототипы уже испытывались в пустыне Мохаве и на Камчатке в 1988—1994 годах. Все это время образцы, готовые к полёту, лежали на складе.

### Lunar Electric Rover
Небольшой вездеход с 6 ведущими колёсными осями. Аппарат работает от аккумуляторов, позволяющих в условиях лунной гравитации и поверхности развивать ему скорость до 10 км/час. В герметичной кабине устроены места для двух астронавтов и небольшой отсек для грузов.

### ATHLETE
(дословно «Аппарат для исследования внеземных поверхностей любого типа, снабжённый шестью конечностями») — автоматический шестиногий транспортный вездеход, разрабатываемый Jet Propulsion Laboratory (JPL) и NASA.

### Audi Lunar Quattro
Полетит на Луну в рамках программы Google Lunar X PRIZE в первой половине 2020 года на борту двухступенчатой ракеты SpaceX Falcon 9.

### Венероход NASA
В США разрабатывают венероход AREE (Automaton Rover for Extreme Environments) для запуска на Венеру в 2027 году.
Задача длительного функционирования серьёзно осложняется высокой температурой на поверхности. Рассматривается возможность разместить блок управления и автономного принятия решений не на планетоходе, а на орбитальном модуле.

### Toyota
В 2019 году компания «Toyota» представила проект беспилотного планетохода, на котором астронавты смогут передвигаться по Луне без использования скафандров. Планетоход рассчитан на двух человек, хотя в случае необходимости может принять четырёх, должен быть способен к непрерывному автономному нахождению в нём в течение нескольких недель, и иметь запас хода в более чем 10 тысяч километров.

## Неосуществленные проекты планетоходов
Планетоходы, запуск которых не состоялся:

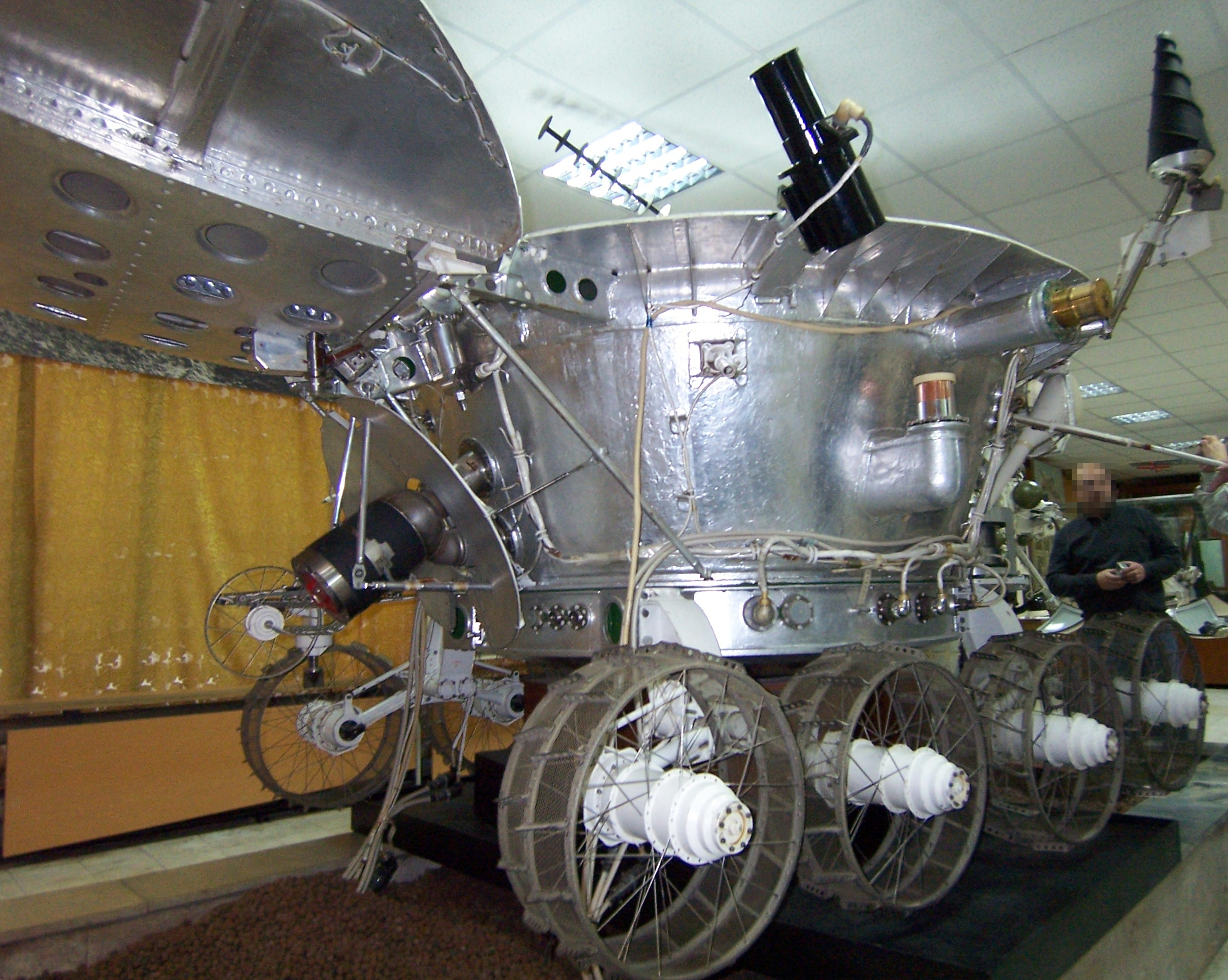
Луноход-3 в музее

### Луноход-3
Третий советский аппарат из серии Луноход планировалось доставить на Луну в 1977 году при помощи межпланетной станции Луна-25, но её запуск не состоялся. Впоследствии Луноход-3 так и не был отправлен на Луну. В настоящее время он находится в музее НПО имени Лавочкина.

### Советский венероход
Венероход ХМ-ВД-2 с колёсно-шагающим движителем был создан в СССР в 1986 году, однако так и не был запущен.

### Наноход
Изначально в японской миссии «Хаябуса» планировался и наноход — миниатюрный самоходный робот, который должен был спуститься с основного зонда на поверхность астероида и исследовать его в нескольких местах. Несмотря на то, что он был очень маленьким, на нём размещалось 4 научных прибора. Проект был закрыт по финансовым причинам в ноябре 2000 года.